# Селезнёва, Ирина Романовна
Ирина Романовна Селезнёва — советский хозяйственный, государственный и политический деятель, Герой Социалистического Труда.

## Биография
Родилась в 1900 году в деревне Молодинки. Член КПСС.
С 1917 года — на хозяйственной, общественной и политической работе. В 1917—1961 гг. — батрачка, нянечка у зажитоных селян, доярка колхоза имени Мичурина Луховицкого района Московской области, рассыльная в Луховицком районе, доярка в колхозе имени Мичурина, участница Выставки достижений народного хозяйства, работница колхозной фермы колхоза имени Мичурина Луховицкого района Московской области.
Указом Президиума Верховного Совета СССР от 24 июня 1949 года присвоено звание Героя Социалистического Труда с вручением ордена Ленина и золотой медали «Серп и Молот».
Делегат Всемирного конгресса женщин в Москве.
Умерла в селе Дединово в 1990 году.